# Günther Weinmann
Günther Weinmann (* 26. März 1924 in Stuttgart; † 16. Mai 2022 ebenda) war ein deutscher Jurist.

## Leben
Weinmann wurde nach Abitur 1942 zum Kriegsdienst eingezogen und kehrte schwer verwundet heim. Infolge der Verwundung wurde er nicht zum Studium der Medizin zugelassen. Ab 1946 studierte er Rechtswissenschaften in Tübingen. Nach der zweiten juristischen Staatsprüfung trat er in den Justizdienst des Landes Baden-Württemberg ein. Er war zunächst bei der Staatsanwaltschaft Stuttgart, wo er ab 1961 Leiter der neu errichteten Abteilung für Wirtschaftskriminalität wurde. Ab 1969 war er Leiter der Staatsanwaltschaft Ulm und ab 1970 stellvertretender Leiter der Strafrechtsabteilung im Justizministerium Baden-Württemberg.
Im Februar 1972 wurde er zum Generalstaatsanwalt beim Oberlandesgericht Stuttgart ernannt. Er engagierte sich als Vorsitzender der Kommission zur Reform des Wirtschaftsstrafrechts, die von 1973 bis 1978 die Gesetze zur Bekämpfung der Wirtschaftskriminalität vorbereitet hat. 1974 wurde er zum Mitglied der ständigen Deputation des Deutschen Juristentages gewählt und war von 1976 bis 1982 dessen Präsident. Von April 1980 bis zum Eintritt in den Ruhestand am 31. März 1989 war er Präsident des Oberlandesgerichts Stuttgart.
Mit Eintritt in seinen Ruhestand übernahm er bis 1998 den stellvertretenden Vorstandsposten der Hölderlin-Gesellschaft. Im Volksbund Deutsche Kriegsgräberfürsorge war er in den Jahren 1992 bis 1996 Vorsitzender des Landesverbands Baden-Württemberg, dessen Ehrenvorsitzender er bis zu seinem Tode war.
Günther Weinmann starb im Mai 2022 in Stuttgart im Alter von 98 Jahren.

## Ehrungen und Auszeichnungen
- 1984: Große Silberne Ehrenzeichen mit dem Stern der Republik Österreich
- 1989: Verdienstorden der Bundesrepublik Deutschland (Großes Verdienstkreuz mit Stern)

## Schriften
- Günther Weinmann: Das Oberlandesgericht Stuttgart von 1933 his 1945. In: Eberhard Stilz (Herausgeber): Das Oberlandesgericht Stuttgart : 125 Jahre, 1879–2004. Villingen-Schwenningen 2004, Seite 37–62.